# Vuzenica
Vuzenica je naselje v zgornjem delu Dravske doline, v katerem je sedež istoimenske občine.

## Lokacija
Vuzenica je gručasto naselje ob izlivu potoka Cerkvenica v Dravo, ob desnem bregu reke Drave. Naselje se prvič omenja kot vas leta 1238 in nato leta 1288 kot trg. Naselje se je razvilo v dveh delih, kot starejši Zgornji trg in mlajši Spodnji trg.

## Etimologija
Ime kraja je verjetno izpeljano iz besede (v)ǫzenь, ta pa iz (v)ǫziti v pomenu 'ožati', kar se v tem pomenu ohranja v cerkvenoslovanski besedi ǫziti. Če je domneva pravilna, je ime kraja bližnje sorodno s češkim krajem Uzenice (Češko naselbinsko ime navaja in izvaja iz te besede iz katere je tvorjena imenovana beseda úžiti 'ožiti, stiskati'). Druga imenotvorna  možnost je izvajanje iz prvotnega (v)ǫziníca, kar bi bila izpeljanka  iz občnega imena (v)ǫzniná v pomenu ožina. Ne glede na tvorbo je naselje poimenovano po svoji legi, po ozki ravnici med Dravo in Pohorjem.

## Zgodovina
Vuzenica se prvič omenja leta 1238, kasneje leta 1288 pa kot trg, torej je ena izmed najstarejših naselij v Dravski dolini. Zgodovinska znamenitost je vuzeniški »Pistrov« grad, Grad Vuzenica, kjer se je zvrstilo veliko lastnikov, ki so pripadali manj pomembnejšemu plemstvu v Sloveniji. Zadnji lastnik tega mogočnega gradu, je bil slikar Oskar von Pistor, po katerem je grad dobil tudi ime,  ki je ustvarjal v stolpu gradu in je prav v Vuzenici naslikal nekaj svojih najlepših del. Grad je propadel zaradi požara, ki je uničil večji del gradu, katerega so kasneje tudi delno obnovili. Grad je 20 let pozneje spet zagorel in uničil skoraj celoten objekt. Njegove ostanke lahko še vedno občudujemo. Do njih nas pripelje lepa gozdna učna pot.

## Kulturnozgodovinski spomeniki in znamenitosti
Nad Zgornjim trgom stoji Novi grad ali kot mu Vuzeničani rečejo »Štok«, nad njim pa se je od razvalin Starega gradu ohranil predelan renesančni vhodni stolpič s strelnimi linami in sledovi dvižnega mostu. Ob regionalni cesti št. 702 Vuzenica - Vuhred stoji razgledna cerkev Device Marije na Kamnu. V starem naselbinskem jedru je župnišče in župnijska cerkev Sv. Nikolaja. V cerkvi so srednjeveški nagrobniki in tabla s popisom tukajšnjih župnikov od leta 1045 naprej. V župnišču je stalna razstava, posvečena nekdanjemu vuzeniškemu župniku Antonu Martinu Slomšku.

### Cerkev Svetega Nikolaja
Vuzeniška cerkev, postavljena sredi vasi v dolini nad desnim bregom Drave pod severnimi obronki Pohorja, na prvi pogled učinkuje kot vitka gotska stavba z dominantnim zvonikom s korenasto konico in izstopajočim gotskim prezbiterijem. Cerkev je, skupaj z župniščem, ena najbolj prepričljivih srednjeveških župnijskih centrov na Slovenskem.
Jedro sedanje cerkve je verjetno romanska cerkvena ladja, s kasneje dozidanim zvonikom na vzhodni strani. Bila je cerkev vuzeniških gospodov, zgrajena pred sredino 13. stoletja, saj je bila prvič posredno omenjena že leta 1238. Staro cerkev so v romanskem obdobju (1254) podaljšali in dvignili ter premaknili romanski stopničasti portal. Prvotne cerkve niso le podaljšali ampak v več gotskih fazah obokali. V 19. stoletju so jo znova dvignili in zaključiti zvonik nad starim prezbiterijem.
Romanska posebnost, ohranjena v jedru cerkve, so vogalni stebriči na konzolah. Verjetno so bili nekoč podpora križnega oboka z izstopajočimi rebri, oboka oltarnega prostora.
Posebnost župnišča je dekorativno poslikan strop in z različnimi napisi ter motivi okrašen lesen strop, datiran leta 1653.

### Hidroelektrarna Vuzenica
Gradnja elektrarne se je začela jeseni leta 1947. Pomanjkanje delovne sile, mehanizacije in denarja so bili razlogi, da je gradnja elektrarne presega načrtovane roke. V elektrarno Vuzenica so vgradili prvo slovensko Kaplanovo turbino, ki jo je izdelal Litostroj. Prvi agregat je pričel obratovati ob koncu leta 1953, dokončana pa je bila šele leta 1957.
Z zajezitvijo reke Drave je nastalo akumulacijsko jezero dolžine 11,9 km, ki sega do hidroelektrarne Dravograd. Vsebuje 7,1 mio m³ vode, od katere se lahko izkoristi 1,8 mio m³ za proizvodnjo električne energije. V strojnični etaži elektrarne je še prostor za mrežni transformator, ki je s 110 kV povezan z zunanjim stikališčem. Štiri pretočna polja širine 18,75 m zapirajo kljukaste železne zapornice, sestavljene iz dveh tabel, ki zmorejo skupaj prepustiti do 5600m³/s vode. Na jezovni zgradbi je portalni žerjav, ki ga uporabljajo za dviganje in spuščanje težjih delov opreme. Na platoju nad elektrarno v oddaljenosti 200 m je zunanje 110 kV stikališče z dvojnimi zbiralkami, šestimi daljnovodi in tremi generatorskimi polji.

## Znane osebnosti
- Anton Martin Slomšek, škof (1800–1862)
- Josip Mravljak, zgodovinar (1892–1953)